# 馮鍾睿
馮鍾睿（1934年—），生於河南，台湾著名画家，美國華裔繪畫家。

## 生平
出身書香世家，自小耳濡目染接觸藝術，中國內亂時期投筆從戎。1949年加入海軍軍校後隨友人遷居台灣，之後在政工幹校藝術系學習，1954年獲頒藝術學士，任職海軍上尉。服役期間繪畫表現受拘束，尋覓自己的藝術風格。1957年與胡奇中等三位同袍共創「四海畫會」。1961年應劉國松之邀加入「五月畫會」。1970年自海軍退役後，馮鍾睿獲得東西中心獎學金，前往夏威夷大學研讀。同年以優異的藝術創作獲頒台湾傑出獎學金，前往歐洲及美國旅遊，參觀學習西方藝術的作品。1975年移居美國舊金山。

## 創作特色
1960年代馮鐘睿的繪畫和美國戰後抽象印象畫派頗為相似。他的風格是典型60年代現代畫派，構圖簡約、生動有力。余光中認為：「和劉國松不同，馮鍾睿所繪的自然景致愜意、寧靜得多，微風徐徐，景觀和諧。」    1975年移居美國後，作品進入第二階段。此時期的特色深受書法筆畫的影響，結合山水與書法的特色。此時其他開始鑽研佛學。80年代末期，他在抽象構圖中加入中國書法，將漢字藝術化。1989年之後再度開創新的創作領域—拼貼藝術。蘇立文如此形容：「他在繪畫技巧上的成熟，表現在他拓展多媒材及拼貼的技法上，能更感性地處理題材，使他的抽象繪畫更豐富多樣化。他的畫帶給欣賞者的是純粹视覺上的愉悅。」   色彩上，馮鐘睿偏愛灰黑、淺藍、淡紫等低調色彩。此外，他也發明了一種用棕櫚毛片製作的畫筆，讓色彩顯得更厚重粗獷。

## 個人展覽
- 2017年  「無盡的抽象－馮鍾睿個展」，亞洲藝術中心，台北，台灣
- 2014年  「八旬大師馮鍾睿：在現代與當代之間」，舊金山中華文化中心，美國
- 2014年  「返璞八十」— 馮鍾睿個展，現代畫廊，台中，台灣
- 2011年  「歸真」馮鍾睿個展，現代畫廊，台中，台灣
- 2008年 　馮鍾睿近作展 1997-2008，現代畫廊，台中，台灣
- 1972年   馮鍾睿個展，斯哥代爾美術館，阿利桑那州，美國
- 1972年   馮鍾睿個展，美國文化中心，香港
- 1972年   馮鍾睿個展，聖地牙哥美術館，加州，美國
- 1965年   馮鍾睿個展，國立台灣藝術館，台北，台灣
- 1960年   獲得香港國際繪畫沙龍銀牌獎，香港

## 群展
- 2019年 「風林火山——源自東方的抽象」，亞洲藝術中心，北京，中國
- 2017年 「從中國到台灣: 前衛抽象藝術先鋒1955-1985」，布魯塞爾，比利時
- 2016年   1960-台灣現代藝術的濫觴，亞洲藝術中心，台北，台灣
- 2013年   池硯水太平洋—中國水墨畫在美國展，杭州浙江美術館，中國
- 2013年   水墨時刻大展，舊金山州立大學美術館，美國
- 2010年   百歲百畫，台灣當代畫家邀請展，台北市國父紀念館
- 2003年   前衛，60年代台灣美術展，台北市立美術館，台灣
- 1998年   國際水墨畫雙年展，深圳，中國
- 1971年   五月畫展，美國辛辛那提市塔虎脫博物館
- 1970年   中國繪畫之新方向，勞倫斯市州立大學美術館主辦，巡迴美國大學博物館展出兩年
- 1968年   二十世紀中國繪畫之發展，史丹佛大學博物館，美國
- 1967年   五月畫展，台北，台灣
- 1963年   當代中國前衛畫展，雪梨，澳洲
- 1963年   巴黎國際雙年展，巴黎，法國
- 1962年   中國現代畫展，歷史博物館，台北，台灣
- 1961年   五月畫展，台北，台灣
- 1959年   聖保羅國際雙年展，聖保羅市，巴西
- 1959年   四海畫展，台北，台灣

## 公共收藏
- 台灣：國立歷史博物館、國立臺灣美術館、台北市立美術館、高雄市立美術館
- 中國：廣東美術館、香港美術館
- 美國：笛洋美術館、丹佛美術館、聖地牙哥美術館、舊金山亞洲藝術博物館、巴爾的摩美術館、哈佛大學Arthur M. Sackler美術館

## 外部連結
- Fong Chung Ray （页面存档备份，存于）
- Sabine Vazieux 畫廊
- 亞洲藝術中心 （页面存档备份，存于）